# Clupeosoma sericialis
Clupeosoma sericialis là một loài bướm đêm trong họ Crambidae.